# هومبورکی
هومبورکی (به چکی: Humburky) یک منطقهٔ مسکونی در جمهوری چک است که در ناحیه هرادتس کرالووه واقع شده‌است. هومبورکی ۳۲۱ نفر جمعیت دارد.